# El naixement d'una nació
El naixement d'una nació (títol original The Birth of A Nation) és una pel·lícula estatunidenca dirigida per D. W. Griffith estrenada el 1915.
És sovint presentada, equivocadament, com el primer llargmetratge de la història del cinema i és una de les grans fites de la història del cinema mut i explica la relació de dues famílies nord-americanes. Estrenada exactament 50 anys després de la fi de la Guerra de Secessió, conta el desenvolupament d'aquesta guerra i la reconstrucció que se n'ha fet segons el punt de vista sudista. Va ser un gran èxit popular que, amb un cost de 110.000 $, va aconseguir uns ingressos de 15 milions de dòlars i va quedar el més gran èxit de la història del cinema fins a la sortida de La gran desfilada el 1925, però també va ser discutida pel seu discurs racista (Griffith era sudista) i la seva apologia del Ku Klux Klan, cosa que li suposarà provocar disturbis que la van portar a ser prohibida a diverses ciutats dels Estats Units. A França va ser prohibida per la censura i no va ser fins al 1921 que es va poder estrenar. El 1992, el National Film Registry de la Biblioteca del Congrés dels Estats Units la va seleccionar per a la seva preservació degut al seu interès cultural, històric o estètic.

## Argument
La popularitat de la pel·lícula va contribuir al renaixement del Ku Klux Klan, que havia desaparegut en aquella època. Fou en un principi presentada en dues parts separades per un entreacte. La primera part descriu Amèrica abans de la Guerra de secessió, a través del destí de dues famílies: els nordistes Stoneman, amb el membre del congrés abolicionista Austin Stoneman (basat en la vida autèntica del membre del congrés Thaddeus Stevens), els seus dos fills i la seva filla, Elsie, i els sudistes Cameron, una família, amb dues filles (Margaret i Flora) i els seus tres fills, sobretot Ben.
Els nois Stoneman visiten els Cameron a Carolina del Sud l'estat representatiu del vell sud. El gran dels Stoneman s'enamora de Margaret Cameron, i Ben Cameron idolatra un retrat d'Elsie Stoneman. Quan la guerra civil comença, tots els joves s'incorporen al seu exèrcit respectiu. Una milícia constituïda de soldats negres (dirigit per un oficial blanc) entra a casa dels Cameron. Les dones Cameron són ajudades pels soldats confederats que fan fracassar el cop. Mentrestant, el més jove dels Stoneman i dos dels fills Cameron moren a la guerra. Ben Cameron és ferit després d'una lluita heroica en la qual s'ha guanyat el sobrenom de «Little Colonel», pel qual serà conegut durant la resta de la pel·lícula. Little Colonel s'apodera d'un hospital del Nord, on troba Elsie, que hi treballa com a infermera. La guerra s'acaba i Abraham Lincoln és assassinat al Ford's Theater, permetent a Austin Stoneman i d'altres radicals del Congrés de castigar els secessionistes del Sud utilitzant mesures radicals.
La segona part descriu la reconstrucció. Stoneman i el seu protegit «mulat», Silas Lynch, van a Carolina del Sud per aplicar l'ordre del dia: donar plens poder als negres del sud pel frau electoral. Mentrestant, Ben, inspirat per nens que juguen als fantasmes per espantar els nens negres, elabora un pla per invertir el que és percebut com la impotència dels blancs del sud, formant el Ku Klux Klan, però la seva pertinença al grup posa en còlera Elsie.
Gus, un ancià esclau que s'ha format ell mateix i ha guanyat un reconeixement de l'exèrcit, es proposa de casar-se amb Flora. Espantada per les seves bestretes lascives, fuig al bosc, perseguit per Gus. A la vora un precipici, Flora es mata llançant-se al buit. En resposta, el Klan caça Gus, el declara culpable, i deixa el seu cos a la porta del tinent-governador Silas Lynch. En represàlia, Lynch ordena castigar el Klan. Els Cameron fugen, perseguits per la milícia negra i s'amaguen en una petita cabana, que pertany a dos antics soldats de la Unió que accepten ajudar els seus antics enemics del sud, segons la llegenda, a causa dels seus orígens blancs.
Mentre, amb la marxa d'Austin Stoneman, Lynch intenta casar-se amb Elsie per la força. Membres del Klan descobreixen la situació i van a buscar reforços. El Klan, d'ara endavant al complet, arriba al seu socors i dispersen les formacions de grups dels "bojos negres". Al mateix temps, la milícia de Lynch envolta i ataca la cabana on els Cameron s'amaguen, però el Klan els salva just a temps. Victoriosos, els membres del Klan són aclamats als carrers, la pel·lícula fa una tall a les eleccions següents on el Klan priva els electors negres dels seus drets de vot i els desarmen.
La pel·lícula s'acaba amb una doble lluna de mel de Phil Stoneman amb Margaret Cameron i Ben Cameron amb Elsie Stoneman. L'última imatge ensenya multituds oprimides pel déu mític de la guerra que es troba sobtadament en pau sota la imatge del Crist. L'últim títol planteja la pregunta: «Gosarem somiar amb una edat d'or quan la guerra bestial ja no regnarà ? Però, al seu lloc un Príncep Blau, a l'entrada de l'amor fraternal de la ciutat de la Pau.»

## Tècnica cinematogràfica
Aquesta pel·lícula és exemplar per a l'època. Primer pla, tràveling, flash-back, muntatge paral·lel, etc.: tantes innovacions que seran represes més tard per eminents realitzadors. Eisenstein dirà de Griffith només «és Déu pare, ho ha creat tot, tot ho ha inventat. No hi ha un cineasta al món que no li degui alguna cosa».
Griffith utilitza en efecte moviments de càmera, diversos plans, una escenificació dinàmica, molts figurants i dona una gran importància al muntatge. Interpreta aquesta pel·lícula Lillian Gish (qui serà una de les actrius favorites de Griffith, que es trobarà un any més tard a  Intolerance), Mae Marsh, Henry B. Walthall, Miriam Cooper, Robert Harron, Wallace Reid, Joseph Henabery. Aquesta pel·lícula marca un primer pas cap a la normalització de la durada de les obres cinematogràfiques, i Griffith proposa aquí dividir el seu relat en dues parts, per a una durada total de 187 minuts (aproximadament 3h07 de pel·lícula).

## Punt de vista històric
Hi ha una presa de posició per part del realitzador. El cartell de la pel·lícula presentant un cavaller del Ku Klux Klan és allà per recordar-ho. Griffith ens ensenya els Negres del Sud feliços de la seva condició d'esclaus, l'esclavitud no té res de monstruós, és al contrari una condició desitjable. Per això els negres estan llestos per combatre amb els seus amos contra els federalistes. Els Nordistes, i els negres que se’ls han unit, són vistos com a bàrbars capaços de les pitjors atrocitats. El Ku Klux Klan és presentat com un organisme alliberador, que va permetre posar fi «a l'anarquia del règim negre» que castigava al Sud. Potser els orígens de Griffith (va néixer a Kentucky) no són estranyes a aquesta visió de les coses. Griffith pretén recolzar-se en diverses fonts, entre les quals el llibre de Thomas Dixon The Clansman, i sobre diferents treballs d'historiador del president d'aquella època Woodrow Wilson. Després d'haver ajudat el 1915 a la projecció d'aquesta pel·lícula, William Joseph Simmons va decidir de refundar el Ku Klux Klan.

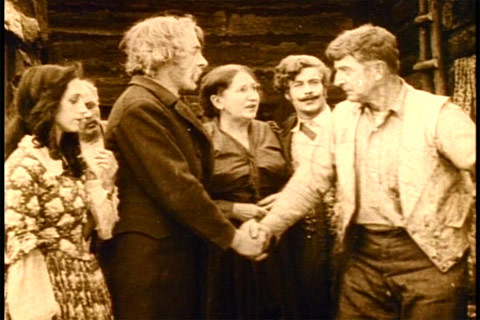
Foto extreta de la pel·lícula

## Controversies i prohibició del film
La National Association for the Advancement of Colored People (NAACP), fundada el 1909, va protestar a l'estrena de la pel·lícula a nombroses ciutats. El NAACP va portar igualment una campanya d'educació del públic, publicant articles per protestar contra les mentides de la pel·lícula i de les inexactituds, organitzant sessions d'educació sobre els fets de la guerra i la reconstrucció.
Quan la pel·lícula es va projectar, van esclatar aixecaments a Boston, Massachusetts, Filadèlfia i d'altres grans ciutats. Chicago, Denver, Kansas City, Pittsburgh i Saint-Louis no van autoritzar la projecció de la pel·lícula. El seu caràcter violent va ser un catalitzador en l'agressió d'afroamericans. A Lafayette, Indiana, després d'haver vist la pel·lícula, un home blanc mata un adolescent negre.
Això va plantejar la qüestió de la censura, i per tant, de la fixació de l'estatus de la pel·lícula. Un Despatx Nacional de la Censura havia estat establert el 1909, però el 95% de les pel·lícules sotmeses a la seva aprovació eren validades. Despatxos de censura s'establiran espontàniament a algunes ciutats i estats: així a Ohio, El naixement d'una nació  serà prohibit. Griffith decideix situar-se sota el refugi de la 1a esmena, garantint la llibertat d'expressió. Sent la qüestió polèmica, l'assumpte pujarà fins al Tribunal suprem dels Estats Units, que decidirà que la 1a esmena no es pot aplicar. Els despatxos de censura són vistos com l'expressió de la democràcia popular. El Tribunal Suprem va establir la naturalesa de la pel·lícula mateix i va dictaminar que el cinema és una obra industrial que afecta un públic amb caràcter universal - la primera esmena no es podia doncs aplicar. El mateix Dixon va ser aparentment l'origen de la citació repetida molt sovint en la premsa i que hauria sortit d'una altra font. Dixon va arribar a promocionar la pel·lícula com «aprovat pel govern federal». Quan es va estendre la controvèrsia de la pel·lícula, Wilson escriurà que desaprova aquesta «productora desgraciada». La pel·lícula següent, Intolerance va ser una resposta de Griffith als atacs de la crítica i de l'opinió
El desembre del 1918, Emmett J. Scott i John W. Noble produeixen la pel·lícula The Birth of a Race (títol en contrapunt a El naixement d'una nació ). El 1919, Oscar Micheaux produeix la pel·lícula The Homesteader, la primera feta per un negre. Aquesta pel·lícula i Within Our Gates  el 1920 són considerats com contraris a El naixement d'una nació .
Melvin Van Peebles explica al documental Classified X de Mark Daniels que El naixement d'una nació  fa apologia del KKK i que, molt degradant, els actors negres a la pel·lícula són blancs als quals s'ha pintat la cara de negre.
La pel·lícula és classificada per IMDb com «Racial Discrimination», pel·lícula que sosté una forta discriminació racial, «Racial Prejudice », pel·lícula que causa un perjudici racial als negres, i pel·lícula de propaganda.

## Ideologia
La pel·lícula és discutida basant-se en la seva interpretació de la història. L'historiador Steven Mintz de la Universitat de Houston resumeix el seu missatge com segueix: la Reconstrucció després de la guerra de Secessió ha estat una catàstrofe, els negres mai no podrien ser integrats a la societat blanca d'igual a igual, i les accions violentes del Ku Klux Klan eren justificades per restablir un govern honest.
La pel·lícula suggereix que el Ku Klux Klan restableix l'ordre després de la guerra civil, al sud que era descrit com amenaçat pels abolicionistes, els liberals, i els carpetbagger del partit dels Republicans del Nord. El que corresponia a una visió de la història d'aquest període com la concebia la Dunning School al començament del segle xx.
Aquesta versió dels fets ha estat vigorosament discutida per W.E.B. Du Bois i d'altres historiadors negres des de la seva publicació, i la majoria dels historiadors de tots els horitzons, avui, que destaquen la lleialtat dels afroamericans i les seves contribucions en el transcurs de la guerra civil i la reconstrucció, incloent-hi la posada en marxa de l'educació pública universal.

## Repartiment
Credited
- Lillian Gish com Elsie Stoneman
- Mae Marsh com Flora Cameron, la germana (bebè) de la mascota
- Henry B. Walthall as Colonel Benjamin Cameron ("El petit coronel")
- Miriam Cooper com Margaret Cameron, germana gran
- Mary Alden com Lydia Brown, La mestressa de casa de Stoneman
- Ralph Lewis com Austin Stoneman, Líder de la Casa
- George Siegmann com Silas Lynch
- Walter Long com Gus, el renegat
- Wallace Reid com Jeff, el ferrer
- Joseph Henabery com Abraham Lincoln
- Elmer Clifton com Phil Stoneman, fill gran
- Robert Harron com Tod Stoneman
- Josephine Crowell com Mrs. Cameron
- Spottiswoode Aitken com Dr. Cameron
- George Beranger com Wade Cameron, segon fill
- Maxfield Stanley com Duke Cameron, fill petit
- Jennie Lee com Mammy, el servidor fidel
- Donald Crisp com General Ulysses S. Grant
- Howard Gaye com General Robert E. Lee

Uncredited
- Harry Braham com El servidor fidel de Cameron
- Edmund Burns com Klansman
- David Butler com Soldat de la Unió / Soldat Confederat
- William Freeman com Jake, un sentinella de lluna a l'hospital federal
- Sam De Grasse com Senador Charles Sumner
- Olga Grey com Laura Keene
- Russell Hicks
- Elmo Lincoln compropietari / subhastador d'esclaus
- Eugene Pallette com Soldat de la Unió
- Harry Braham com Jake / Nelse
- Charles Stevens com voluntari
- Madame Sul-Te-Wan com dona amb xal gitana
- Raoul Walsh com John Wilkes Booth
- Lenore Cooper com la minyona d'Elsie
- Violet Wilkey com Flora jove
- Tom Wilson com el servent de Stoneman
- Donna Montran com belles de 1861
- Alberta Lee com Mrs. Mary Todd Lincoln
- Allan Sears com Klansmen
- Dark Cloud com General a Appomattox Surrender
- Vester Pegg
- Alma Rubens
- Mary Wynn
- Jules White
- Monte Blue
- Gibson Gowland
- Fred Burns
- Charles King